# یواس‌اس میسولا (ای‌پی‌ای-۲۱۱)
یواس‌اس میسولا (ای‌پی‌ای-۲۱۱) (به انگلیسی: USS Missoula (APA-211)) یک کشتی بود که طول آن ۴۵۵ فوت (۱۳۹ متر) بود. این کشتی در سال ۱۹۴۴ ساخته شد.